# San Carlos (Pangasinan)
San Carlos City ist eine Stadt in der philippinischen Provinz Pangasinan. Im Jahre 2015 zählte sie 188.571 Einwohner. Das Gebiet ist sehr flach. In der Gemeinde befindet sich ein Campus der Pangasinan State University.
San Carlos City hieß bis 1765 Binalatongan, die Gemeinde wurde von den Spaniern in San Carlos umbenannt um die Erinnerung an den Palaris-Aufstand (1762–1765) auszulöschen. 
San Carlos City ist in folgende 86 Baranggays aufgeteilt:

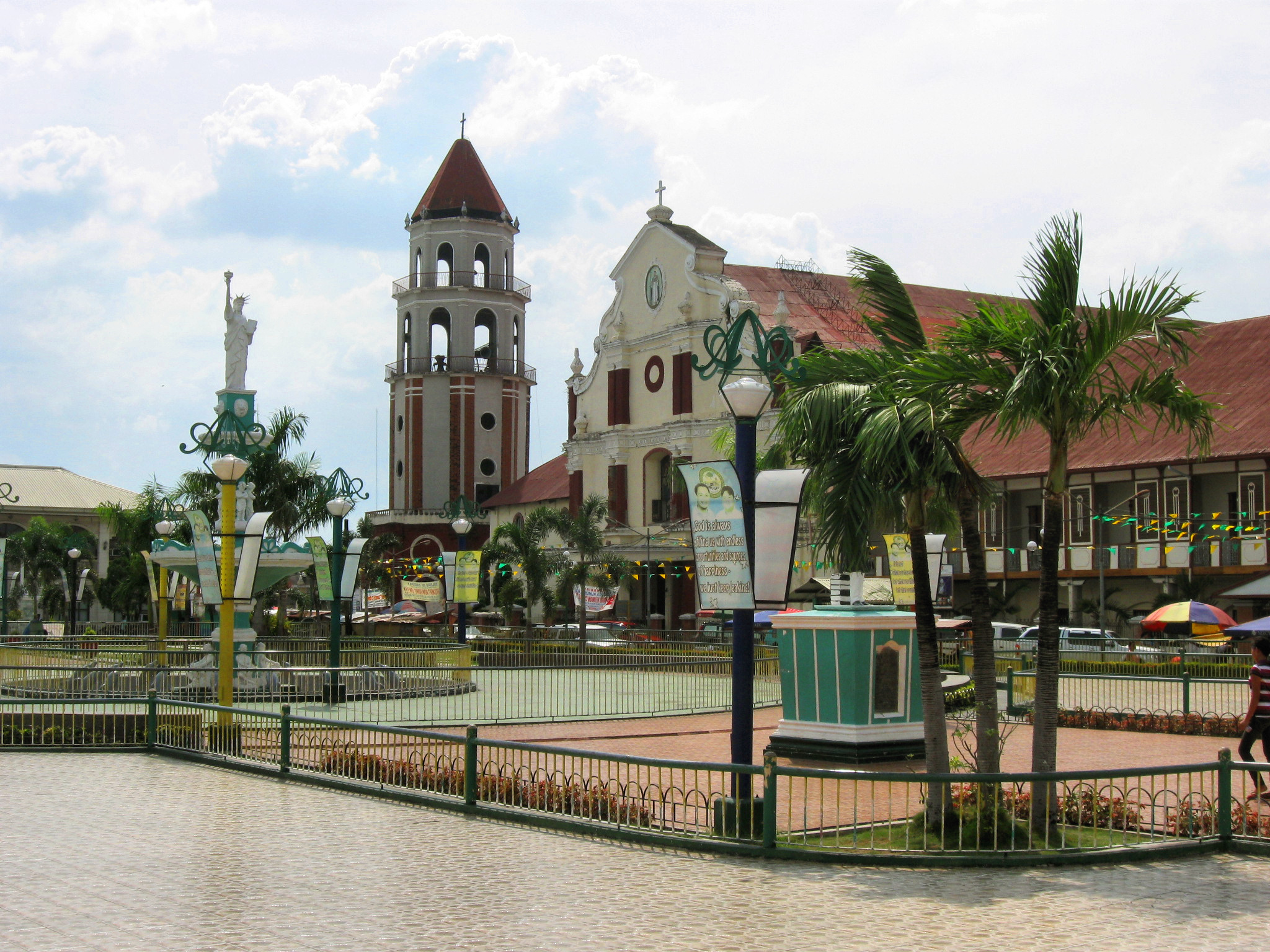
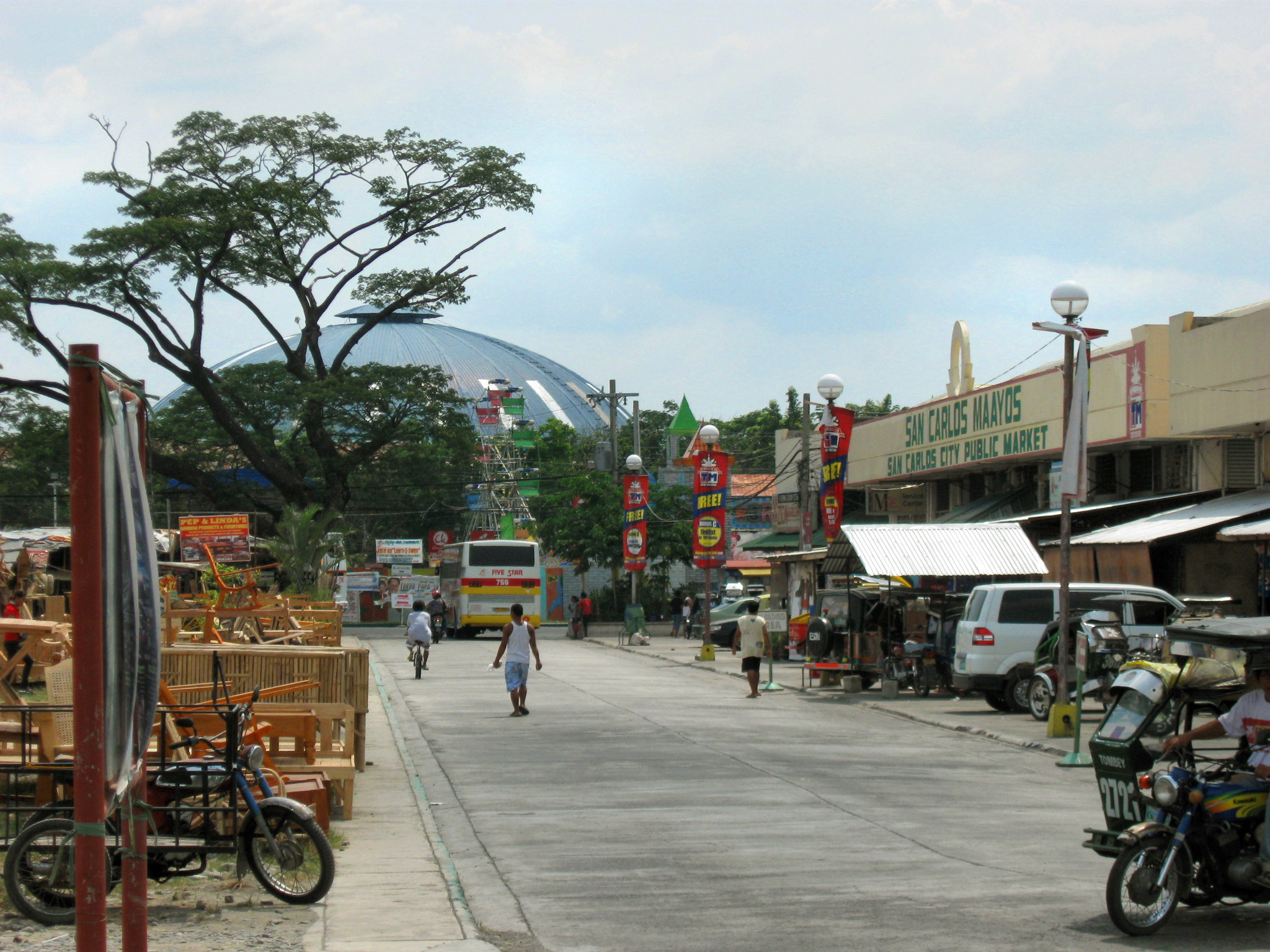
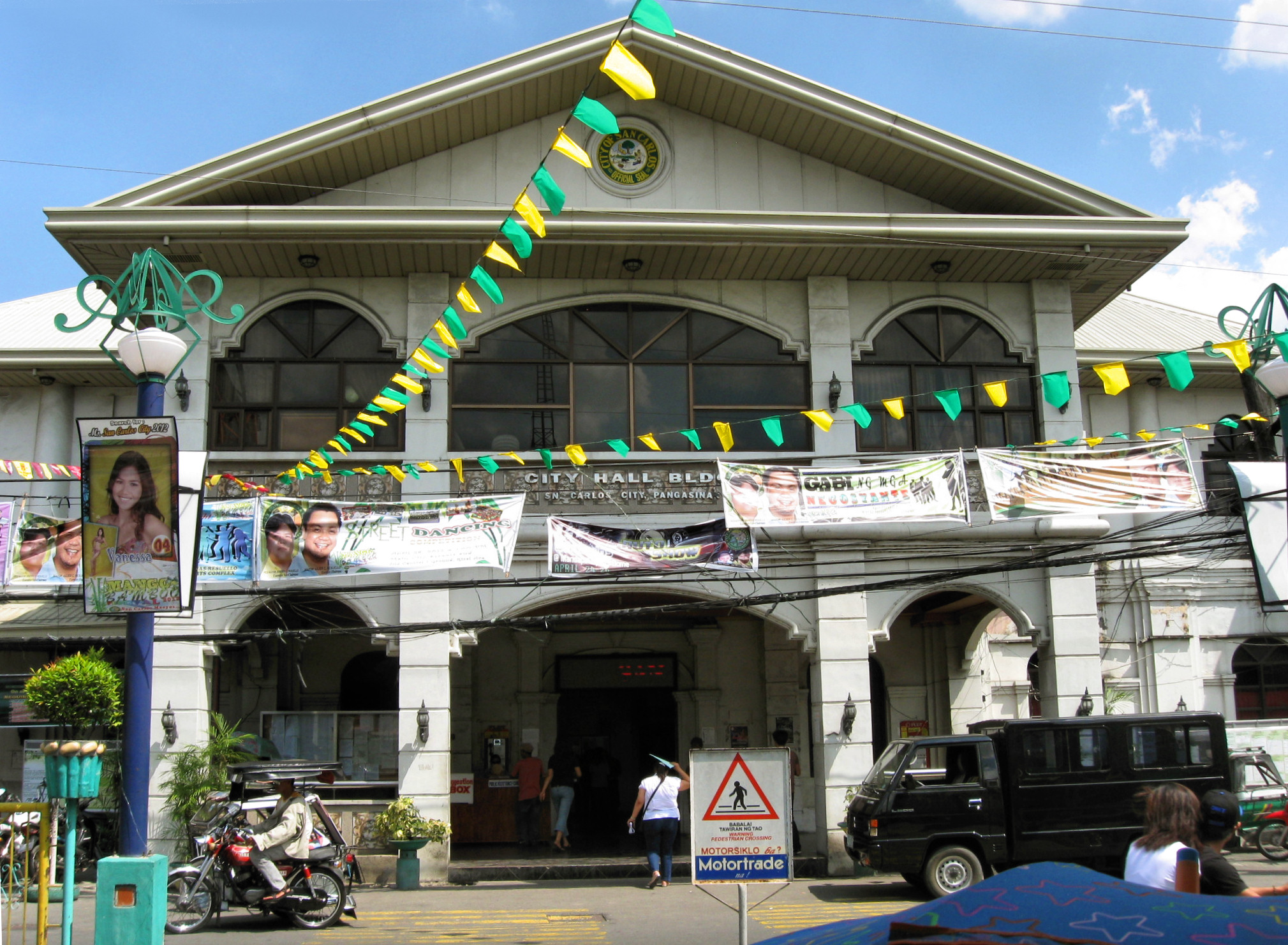

| - Abanon - Agdao - Anando - Ano - Antipangol - Aponit - Bacnar - Balaya - Balayong - Baldog - Balite Sur - Balococ - Bani - Bega - Bocboc - Bugallon-Posadas Street - Bogaoan - Bolingit - Bolosan - Bonifacio - Buenglat - Burgos Padlan - Cacaritan - Caingal - Calobaoan - Calomboyan - Capataan - Caoayan-Kiling - Cobol | - Coliling - Cruz - Doyong - Gamata - Guelew - Ilang - Inerangan - Isla - Libas - Lilimasan - Longos - Lucban - Mabalbalino - Mabini - Magtaking - Malacañang - Maliwara - Mamarlao - Manzon - Matagdem - Mestizo Norte - Naguilayan - Nilentap - Padilla-Gomez - Pagal - Palaming - Palaris - Palospos - Pangalangan | - Pangoloan - Pangpang - Paitan-Panoypoy - Parayao - Payapa - Payar - Perez Boulevard - PNR Station Site - Polo - Quezon Boulevard - Quintong - Rizal - Roxas Boulevard - Salinap - San Juan - San Pedro-Taloy - Sapinit - M. Soriano - Supo - Talang - Tamayo - Tandang Sora - Tandoc - Tarece - Tarectec - Tayambani - Tebag - Turac |

## Söhne und Töchter
- Mario Mendoza Peralta (* 1950), katholischer Geistlicher und Erzbischof von Nueva Segovia